# Stachelroder Tal und Lohtal
Koordinaten: 51° 19′ 7″ N, 11° 31′ 43″ O
Das Stachelroder Tal und Lohtal ist ein Naturschutzgebiet in Querfurt im Saalekreis in Sachsen-Anhalt.
Das Naturschutzgebiet mit dem Kennzeichen NSG 0172 ist etwa 51,5 Hektar groß. Es ist nahezu vollständig vom Landschaftsschutzgebiet „Unstrut-Triasland“ umgeben. Das Gebiet steht seit Anfang 1998 unter Schutz (Datum der Verordnung: 19. November 1997). Zuständige untere Naturschutzbehörde ist der Saalekreis.
Das Naturschutzgebiet liegt nordwestlich des Querfurter Ortsteils Weißenschirmbach im Naturpark Saale-Unstrut-Triasland. Es stellt ein in zwei Kerbtälern liegendes Mosaik verschiedener Biotope unter Schutz. Auf den nordexponierten Hanglagen stocken überwiegend Wälder, die als ehemalige Bauernwälder als Hoch-, Mittel- und Niederwälder ausgebildet sind. Traubeneichen-Hainbuchenwälder mit einigen Winterlinden und Gewöhnlichen Eschen dominieren die Wälder im südlichen Tal. An wärmebegünstigten Standorten im nördlichen Tal stocken auch Traubeneichenwälder.
In den Wäldern ist ein hoher Anteil alter Eichen zu finden. In der Strauchschicht der Wälder wachsen z. B. Schwarzer Holunder und Gewöhnliche Hasel, die Krautschicht wird u. a. von Echtem Lungenkraut, Wolligem Hahnenfuß, Goldnessel, Christophskraut und Waldsauerklee gebildet. Die südexponierten Hanglagen werden von Streuobstwiesen, Grünlandbereichen, Trocken- und Halbtrockenrasen, Felsfluren und trockenen Gebüschkomplexen eingenommen. Die Streuobstwiesen im südlichen Kerbtal sind verbuscht. Hier sind u. a. Rosen- und Ligustergebüsche sowie im Oberhangbereich Feldulmengehölze zu finden. Die Krautschicht wird hier u. a. von Fettwiesenarten wie Glatthafer und Knaulgras, aber auch Arten der Halbtrockenrasen wie Wiesensalbei, Feldbeifuß, Feldmannstreu, Gelbe Skabiose, Fiederzwenke und Kartäusernelke gebildet. 
Das Naturschutzgebiet bietet Lebensraum u. a. für verschiedene Greifvögel und Spechte sowie Wendehals, Neuntöter, Dorngrasmücke, Sperbergrasmücke, Heckenbraunelle, Nachtigall und Zaunkönig. Die dichten Gehölzstrukturen bieten verschiedenen Kleinsäugern einen geeigneten Lebensraum.
An mehreren Stellen sind mehrere Meter hohe Felsabbrüche zu finden, die durch den früheren Abbau von vorspringenden Buntsandsteinbänken entstanden sind.
Im Naturschutzgebiet sind mehrere Schichtquellen zu finden. In den Tälern befinden sich Quellbereiche, Nasswiesen, verschilfte Bereiche, naturnahe Bachläufe und temporäre Flutrinnen. Im Naturschutzgebiet entspringt der Siedebach, der bei Reinsdorf in die Unstrut mündet.
Das Naturschutzgebiet ist fast vollständig von landwirtschaftlichen Nutzflächen umgeben. Im Südosten grenzt es an den Weißenschirmbach.